# Withius transvaalensis
Withius transvaalensis är en spindeldjursart som först beskrevs av Beier 1953.  Withius transvaalensis ingår i släktet Withius och familjen Withiidae. Inga underarter finns listade i Catalogue of Life.